# MFB (Hamburg)
MFB en Hoco zijn historische Duits merken van motorfietsen.
De bedrijfsnaam was: Motor Fahrzeug Bau GmbH, Hamburg, later Hoco-Werke, Hohmeyer & Co., AG, Minden.
De Motor Fahrzeug Bau GmbH leverde vanaf 1922 een 132cc-machine met houten frame. Later werden 198cc-Nahob- en 293cc-JAP-blokken ingebouwd. De productie werd in 1924 overgenomen door meubelfabriek HOhmeyer & CO en de motor ging dus "Hoco" heten.
Hohmeyer kocht 146cc-Nahob-motoren in, maar ook zijklepmotoren van JAP met verschillende inhoudsmaten en tweetaktmotoren van Villiers. De productie van motorfietsen eindigde in 1928.